# غريفيث روذرفورد
غريفيث روذرفورد (بالإنجليزية: Griffith Rutherford)‏ هو سياسي أمريكي، ولد في 1721 في جزيرة أيرلندا في جمهورية أيرلندا، وتوفي في 10 أغسطس 1805 في مقاطعة سومنر في الولايات المتحدة. انتخب عضو مجلس ولاية كارولاينا الشمالية وانتخب عضو مجلس نواب كارولينا الشمالية.